# 陈远波 (四川)
陈远波，中华人民共和国政治人物、全国脱贫攻坚先进个人。

## 生平
陈远波任四川省卫生健康委员会干部。因在脱贫攻坚战中作出突出贡献，2021年2月25日全国脱贫攻坚总结表彰大会上，陈远波被授予“全国脱贫攻坚先进个人”。